# ایپوئیرا
ایپوئیرا (به پرتغالی: Ipueira) یک منطقهٔ مسکونی در برزیل است که در ریو گرانده شمالی واقع شده‌است. ایپوئیرا ۲٬۲۵۳ نفر جمعیت دارد.